# Caldwell Tower

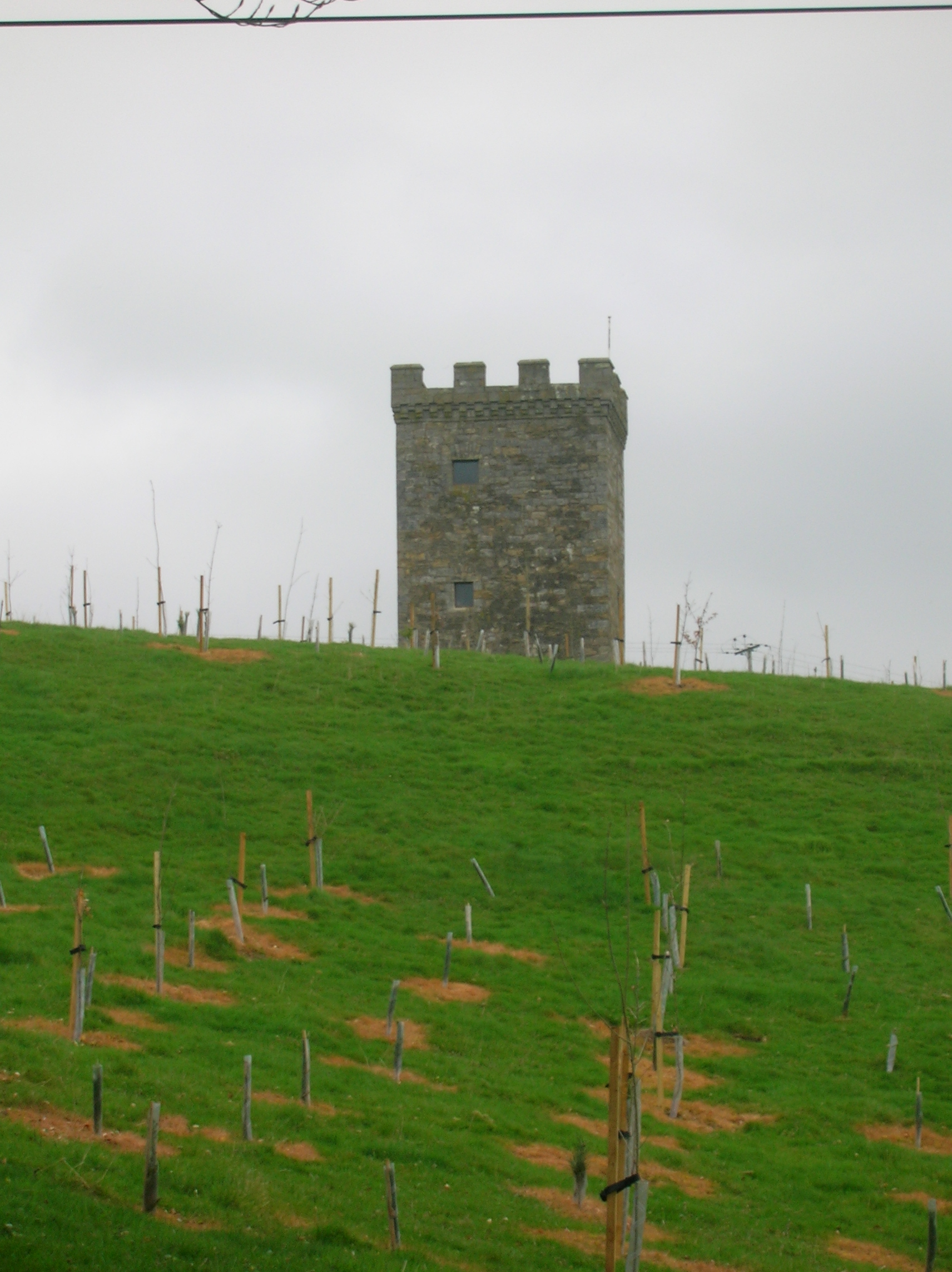
Caldwell Tower bei Uplawmoor

Caldwell Tower ist der Rest einer Höhenburg in der Nähe von Uplawmoor in der schottischen Council Area East Renfrewshire.

## Beschreibung
Der Caldwell Tower steht auf einem Mound. Er ist ein kleiner, freistehender Turm, vermutlich aus dem 16. Jahrhundert. Sein Grundriss ist quadratisch; er ist aus grobem Bruchstein aufgebaut und hat drei Vollgeschosse und ein Dachgeschoss mit Brüstung. Die Brüstung ruht auf zweireihigen Konsolen. Die Zinnen scheinen erneuert worden zu sein.
Die Tür im Erdgeschoss befindet sich auf der Westseite und vermittelt den Zugang zu einem Gewölbe, das nicht mit den oberen Geschossen verbunden ist. Das erste Obergeschoss, ebenfalls mit Gewölbedecke, ist über eine moderne Außentreppe erreichbar. Die darüber liegende Decke wurde verändert. Die Fenster sind klein und es gibt Anzeichen für später verschlossene Schießscharten in den Mauern. Das Mauerwerk ist in gutem Zustand. Man vermutet, dass dieser Turm Teil eines um einen Innenhof herum angeordneten Caldwell Castle war. Schutt, möglicherweise von abgerissenen Nebengebäuden, kann man auf dem Anwesen finden.

## Geschichte

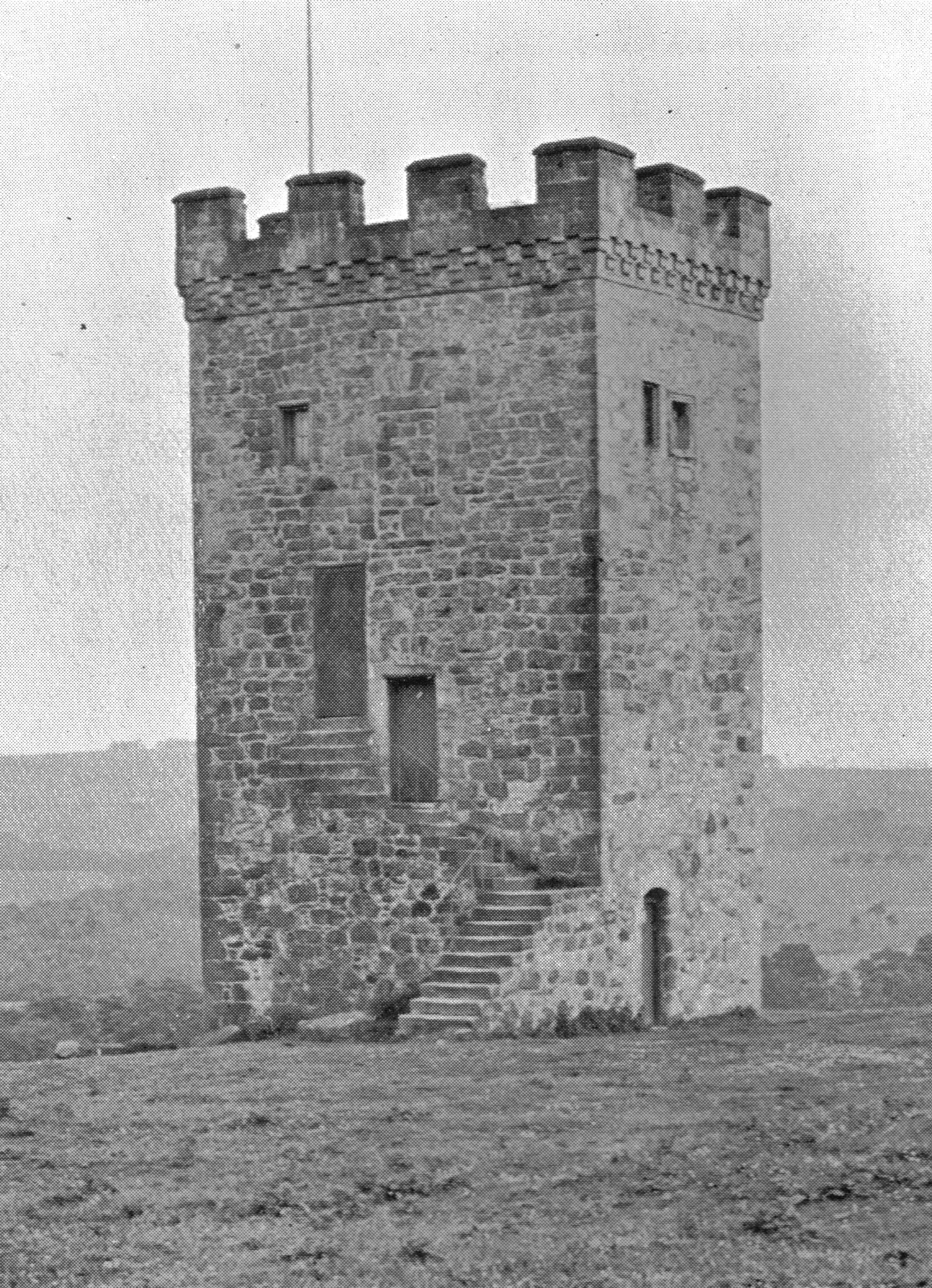
Caldwell Tower 1910.

Ainslies Landkarte von 1775 zeigt ein Taubenhaus an Stelle des heutigen Turms, was auf die spätere Nutzung dieses Überrestes der Burg hinweist. Es gibt auch Hinweise darauf, dass der Turm der Fokus eines Lustgartens eines Belvederes gewesen sein könnte. Die Karte von Renfrewshire von John Thomson aus dem Jahre 1832 bezeichnet den Turm klar mit „Bacon H.“, was darauf hinweist, dass der Turm damals als Gebäude zum Pökeln von Schinken genutzt wurde.
2011 wurde der Turm restauriert, um ihn als Wohnhaus zu nutzen. Er erhielt einen kleinen Anbau im Erdgeschoss und eine Treppe ins erste Obergeschoss. Die Restaurierung, die in der Channel-4-TV-Serie The Restoration Man erwähnt wurde, wurde kontrovers diskutiert. Seit 1971 ist Caldwell Tower als Denkmal der Kategorie B klassifiziert.